# آرادو آر ۲۳۳
آرادو آر ۲۳۳ (به انگلیسی: Arado_Ar_233) یک هواگرد از نوع حمل و نقل و هواپیمای آبی خاکی ساخت شرکت آرادو فلوکتسایک‌ورک در آلمان است. برنامه ساخت این هواگرد در نهایت لغو گردید. در مجموع، تعداد صفر فروند از این هواگرد ساخته شده‌است.